# María van Padilla
María de Padilla (Sevilla, 1334 – aldaar, augustus 1361) was de minnares van Peter I van Castilië.
María kwam voort uit een adellijke Castiliaanse familie, de Padilla’s, afkomstig uit enerzijds Padilla de Abajo (vroeger Padilla de Yuso geheten) en behorende tot de provincie Burgos in Spanje, en anderzijds uit Castrojeriz. Deze familie was van oudsher een familie met veel bezittingen die een grote rol speelde in de politiek van Castilië.
Peter leerde María kennen tijdens een expeditie in Asturië, gericht tegen zijn halfbroer Hendrik van Trastámara. Vanaf die tijd werd María de Padilla zijn minnares, ondanks het feit dat de koning trouwde met Blanca van Bourbon en hertrouwde met Juana de Castro. 
In 1353 trouwde Peter I met Blanca van Bourbon, nicht van de koning van Frankrijk en dochter van de hertog van Bourbon. Dit huwelijk was geregeld door Juan Alfonso de Alburquerque in samenwerking met Maria van Portugal, de koningin-moeder, maar zonder instemming van Peter.

Drie dagen na het huwelijk met Blanca vertrok Peter, mogelijkerwijs omdat hij er achter was gekomen dat Blanca een verhouding zou zijn begonnen met zijn halfbroer Fadrique van Trastámara (1333-1358). Hij voegde zich weer bij María de Padilla, met wie hij kort daarna een eerste kind kreeg (Beatriz). 
De koning installeerde zich vervolgens in Medina del Campo, waar hij langzamerhand een opstand tegen zijn halfbroer voorbereidde, met steun van een deel van de Joodse gemeenschap en van de burgers van de stad.
In 1354 werd het huwelijk met Blanca ongeldig verklaard zodat de koning kon trouwen met Juana de Castro, weduwe van Diego de Haro. Peter werd echter door zijn tegenstanders gevangengezet in Toro, samen met enkele bondgenoten. Hij wist echter te ontsnappen, in gezelschap van zijn Joodse schatmeester, Samuel Levi. 
Toen paus Innocentius VI over het huwelijk hoorde beval hij Bertrand, de bisschop van Senez (episcopus senecensis), een kerkelijk proces te beginnen tegen de bisschop van Sevilla en die van Ávila, die het huwelijk hadden goedgekeurd. Bovendien moest Beltrán ervoor zorgen dat het huwelijk met Juana ontbonden werd en dat Peter weer bij Blanca van Bourbon terugkeerde. 
Nadat haar tweede kind, Constance, geboren werd, wendde María de Padilla zich tot de paus, met het verzoek een clarissenklooster in Palencia te mogen oprichten. Uit pauselijke documenten, teruggevonden in Avignon, blijkt dat Peter het verzoek steunde en bovendien vermeldde dat hij van plan was om in dit klooster boete te doen. In Astudillo werd daarna inderdaad een klooster gesticht, maar noch María, noch Peter deden daar hun intrek. 
In 1355 werd hun derde kind geboren, Isabel, en in hetzelfde jaar werd de zoon van de wettelijke echtgenote van Peter, Juana de Castro, Juan van Castilië geboren. Deze werd later, in 1386, opgesloten in Soria.  De gijzelaar diende als onderpand van een vredesverdrag getekend tussen Hendrik II van Castilië en de Hertog van Lancaster. 
In 1359 werd het laatste kind uit de relatie tussen María en Peter geboren, Alonso, maar deze enige zoon overleed reeds in 1362. 
In 1361 beval Peter dat zijn vroegere echtgenote Blanca om het leven gebracht moest worden, om daarna María tot zijn wettige vrouw te kunnen maken, maar María overleed hetzelfde jaar, waarschijnlijk aan de pest hoewel de geschiedschrijver Balthasar de Ayala de oorzaak omschrijft met “pijn”, zodat iedere natuurlijke doodsoorzaak of ziekte de mogelijke doodsoorzaak is.
María de Padilla werd begraven in het klooster van Astudillo. Tijdens de hofraad, gehouden een jaar later in Sevilla, verklaarde Peter dat María zijn enige, werkelijke liefde was geweest. De aartsbisschop van Toledo kon zich hier wel in vinden en verklaarde de twee eerdere huwelijken als ongeldig. De Cortes waren vervolgens bereid om María postuum tot koningin uit te roepen en haar nageslacht te erkennen als legitiem. Peter liet daarna haar lichaam overbrengen naar de kathedraal van Sevilla, waar hij later ook begraven werd. 
Het leven van María de Padilla is het onderwerp van een opera geschreven door Gaetano Donizetti (1797-1848)

## Nageslacht
- Beatriz (1353 – 1369), gezworen troonopvolgster, maar toegetreden tot het de orde van Santa Clara in het klooster van Santa Clara in Tordesillas.
- Constanza (1354 - 1394), echtgenote van Jan van Gent, hertog van Lancaster, later getrouwd met Hendrik III van Castilië.
- Isabel (1355 - 1392), getrouwd met Edmund van Langley, hertog van York en zoon van Eduard III van Engeland.
- Alfonso (1359 - 19 oktober 1362)